# Bizcocho Chancay
El bizcocho Chancay, también llamado chancayan, chancays o chancayano, es un tipo de panecillo dulce típico de la ciudad peruana de Chancay.

## Historia
El chancay es un bizcocho que se ha consumido desde finales del siglo XIX. Se tienen registros de su elaboración desde 1883, por el panadero Manuel Santa Cruz, y hunde sus raíces en los bizcochos virreinales.

## Descripción
Es un panecillo muy popular en Lima. Su preparación es a base de harina de trigo, levadura, azúcar y huevo, y se aromatiza con semillas de sésamo y anís. También lleva azafrán, lo que le otorga un distintivo color amarillo, aunque este ingrediente se ha ido perdiendo.
Se caracteriza por su forma redonda y esponjosa, y por su característico sabor dulzón. Es muy típico elaborar budín con los chancays sobrantes.
Se suele vender en panaderías, mercados y ferias artesanales. Constituye una merienda que se acompaña con alguna bebida también típica, como el emoliente.